# Боротьба на літніх Олімпійських іграх 2024
Змагання з боротьби на літніх Олімпійських іграх 2024 відбувалися з 5 по 11 серпня 2024 року. Було розіграно 18 комплектів нагород.

## Кваліфікація
Загалом буде розіграно 288 квот. Кваліфікаційний період розпочнеться з чемпіонату світу 2023, який розпочнеться 16 вересня 2023 року в Белграді. Призери олімпійських вагових категорій, а також переможець сутички між спортсменами, що програли у бронзовому фіналі, отримають ліцензії. Навесні 2024 року відбудуться чотири континентальні кваліфікаційні змагання, де буде розіграно по дві квоти у кожній ваговій категорії. Три квоти, які ще залишилися, буде розіграно на світовому кваліфікаційному турнірі, який відбудеться у травні 2024 року.

## Розклад
| R16 | Round of 16 | ¼ | Quarterfinals | ½ | Semifinals | R | Repechage | F | Final |

| Дисципліна↓/Дата →     | Пон 5 | Пон 5 | Пон 5 | Вів 6 | Вів 6 | Вів 6 | Сер 7 | Сер 7 | Сер 7 | Чет 8 | Чет 8 | Чет 8 | П'ят 9 | П'ят 9 | П'ят 9 | Суб 10 | Суб 10 | Суб 10 | Нед 11 | Нед 11 | Нед 11 |
|                        | Р     | Р     | В     | Р     | Р     | В     | Р     | Р     | В     | Р     | Р     | В     | Р      | Р      | В      | Р      | Р      | В      | Р      | В      | В      |
| ---------------------- | ----- | ----- | ----- | ----- | ----- | ----- | ----- | ----- | ----- | ----- | ----- | ----- | ------ | ------ | ------ | ------ | ------ | ------ | ------ | ------ | ------ |
| Вільна боротьба        |       |       |       |       |       |       |       |       |       |       |       |       |        |        |        |        |        |        |        |        |        |
| 57 кг                  |       |       |       |       |       |       |       |       |       | Р16   | ¼     | ½     | ВР     | ВР     | Ф      |        |        |        |        |        |        |
| 65 кг                  |       |       |       |       |       |       |       |       |       |       |       |       |        |        |        | Р16    | ¼      | ½      | ВР     | ВР     | Ф      |
| 74 кг                  |       |       |       |       |       |       |       |       |       |       |       |       | Р16    | ¼      | ½      | ВР     | ВР     | Ф      |        |        |        |
| 86 кг                  |       |       |       |       |       |       |       |       |       | Р16   | ¼     | ½     | ВР     | ВР     | Ф      |        |        |        |        |        |        |
| 97 кг                  |       |       |       |       |       |       |       |       |       |       |       |       |        |        |        | Р16    | ¼      | ½      | ВР     | ВР     | Ф      |
| 125 кг                 |       |       |       |       |       |       |       |       |       |       |       |       | Р16    | ¼      | ½      | ВР     | ВР     | Ф      |        |        |        |
| Греко-римська боротьба |       |       |       |       |       |       |       |       |       |       |       |       |        |        |        |        |        |        |        |        |        |
| 60 кг                  | Р16   | ¼     | ½     | ВР    | ВР    | Ф     |       |       |       |       |       |       |        |        |        |        |        |        |        |        |        |
| 67 кг                  |       |       |       |       |       |       | Р16   | ¼     | ½     | ВР    | ВР    | Ф     |        |        |        |        |        |        |        |        |        |
| 77 кг                  |       |       |       | Р16   | ¼     | ½     | ВР    | ВР    | Ф     |       |       |       |        |        |        |        |        |        |        |        |        |
| 87 кг                  |       |       |       |       |       |       | Р16   | ¼     | ½     | ВР    | ВР    | Ф     |        |        |        |        |        |        |        |        |        |
| 97 кг                  |       |       |       | Р16   | ¼     | ½     | ВР    | ВР    | Ф     |       |       |       |        |        |        |        |        |        |        |        |        |
| 130 кг                 | Р16   | ¼     | ½     | ВР    | ВР    | Ф     |       |       |       |       |       |       |        |        |        |        |        |        |        |        |        |
| Жіноча боротьба        |       |       |       |       |       |       |       |       |       |       |       |       |        |        |        |        |        |        |        |        |        |
| до 50 кг               |       |       |       | Р16   | ¼     | ½     | ВР    | ВР    | Ф     |       |       |       |        |        |        |        |        |        |        |        |        |
| до 53 кг               |       |       |       |       |       |       | Р16   | ¼     | ½     | ВР    | ВР    | Ф     |        |        |        |        |        |        |        |        |        |
| до 57 кг               |       |       |       |       |       |       |       |       |       | Р16   | ¼     | ½     | ВР     | ВР     | Ф      |        |        |        |        |        |        |
| до 62 кг               |       |       |       |       |       |       |       |       |       |       |       |       | Р16    | ¼      | ½      | ВР     | ВР     | Ф      |        |        |        |
| до 68 кг               | Р16   | ¼     | ½     | ВР    | ВР    | Ф     |       |       |       |       |       |       |        |        |        |        |        |        |        |        |        |
| до 76 кг               |       |       |       |       |       |       |       |       |       |       |       |       |        |        |        | Р16    | ¼      | ½      |        | ВР     | Ф      |

## Медалісти

### Медальний залік
*   Країна-господарка (Франція)
| Місце               | NOC                 | Золото | Срібло | Бронза | Загалом |
| ------------------- | ------------------- | ------ | ------ | ------ | ------- |
| 1                   | Японія              | 7      | 1      | 2      | 10      |
| 2                   | Іран                | 2      | 4      | 1      | 7       |
| 3                   | США                 | 2      | 1      | 3      | 6       |
| 4                   | Болгарія            | 2      | 0      | 0      | 2       |
| 5                   | Куба                | 1      | 1      | 2      | 4       |
| 6                   | Узбекистан          | 1      | 0      | 1      | 2       |
| 7                   | Грузія              | 1      | 0      | 0      | 1       |
| 8                   | Україна             | 0      | 2      | 1      | 3       |
| 9                   | Киргизстан          | 0      | 1      | 4      | 5       |
| 9                   | Китай               | 0      | 1      | 4      | 5       |
| 11                  | Вірменія            | 0      | 1      | 1      | 2       |
| 12                  | Еквадор             | 0      | 1      | 0      | 1       |
| 12                  | Казахстан           | 0      | 1      | 0      | 1       |
| 12                  | Молдова             | 0      | 1      | 0      | 1       |
| 12                  | Чилі                | 0      | 1      | 0      | 1       |
| 16                  | Азербайджан         | 0      | 0      | 2      | 2       |
| 16                  | Албанія             | 0      | 0      | 2      | 2       |
| 16                  | КНДР                | 0      | 0      | 2      | 2       |
| 16                  | Туреччина           | 0      | 0      | 2      | 2       |
| 20                  | Індія               | 0      | 0      | 1      | 1       |
| 20                  | Греція              | 0      | 0      | 1      | 1       |
| 20                  | Данія               | 0      | 0      | 1      | 1       |
| 20                  | Норвегія            | 0      | 0      | 1      | 1       |
| 20                  | Пуерто-Рико         | 0      | 0      | 1      | 1       |
| Загалом (24 збірні) | Загалом (24 збірні) | 16     | 16     | 32     | 64      |

### Вільна боротьба
| Дисципліна           | Золото                        | Срібло                    | Бронза                              |
| -------------------- | ----------------------------- | ------------------------- | ----------------------------------- |
| до 57 кг докладніше  | Рей Хігуті · Японія           | Спенсер Лі · США          | Аман Сехрават · Індія               |
| до 57 кг докладніше  | Рей Хігуті · Японія           | Спенсер Лі · США          | Гуломжон Абдуллаєв · Узбекистан     |
| до 65 кг докладніше  | Котаро Кійоока · Японія       | Рахман Амузад · Іран      | Себастьян Рівера · Пуерто-Рико      |
| до 65 кг докладніше  | Котаро Кійоока · Японія       | Рахман Амузад · Іран      | Іслам Дудаєв · Албанія              |
| до 74 кг докладніше  | Разамбек Жамалов · Узбекистан | Даїті Такатані · Японія   | Кайл Дейк · США                     |
| до 74 кг докладніше  | Разамбек Жамалов · Узбекистан | Даїті Такатані · Японія   | Чермен Валієв · Албанія             |
| до 86 кг докладніше  | Магомед Рамазанов · Болгарія  | Хассан Яздані · Іран      | Аарон Брукс · США                   |
| до 86 кг докладніше  | Магомед Рамазанов · Болгарія  | Хассан Яздані · Іран      | Даурен Куруглієв · Греція           |
| до 97 кг докладніше  | Ахмед Тажудінов · Бахрейн     | Гіві Мачарашвілі · Грузія | Магомедхан Магомедов · Азербайджан  |
| до 97 кг докладніше  | Ахмед Тажудінов · Бахрейн     | Гіві Мачарашвілі · Грузія | Амір Алі Азарпіра · Іран            |
| до 125 кг докладніше | Гено Петріашвілі · Грузія     | Амір Хоссейн Заре · Іран  | Таха Акгюль · Туреччина             |
| до 125 кг докладніше | Гено Петріашвілі · Грузія     | Амір Хоссейн Заре · Іран  | Гіоргі Мешвільдішвілі · Азербайджан |

### Греко-римська боротьба
| Подія                | Золото                      | Срібло                      | Бронза                           |
| -------------------- | --------------------------- | --------------------------- | -------------------------------- |
| до 60 кг докладніше  | Кен'їтіро Фуміта · Японія   | Цао Ліго · Китай            | Жоламан Шаршенбеков · Киргизстан |
| до 60 кг докладніше  | Кен'їтіро Фуміта · Японія   | Цао Ліго · Китай            | Рі Се Ун · КНДР                  |
| до 67 кг докладніше  | Саїд Есмаелі · Іран         | Парвіз Насібов · Україна    | Хасрат Джафаров · Азербайджан    |
| до 67 кг докладніше  | Саїд Есмаелі · Іран         | Парвіз Насібов · Україна    | Луїс Орта · Куба                 |
| до 77 кг докладніше  | Нао Кусака · Японія         | Демеу Жадраєв · Казахстан   | Малхас Амоян · Вірменія          |
| до 77 кг докладніше  | Нао Кусака · Японія         | Демеу Жадраєв · Казахстан   | Акжол Махмудов · Киргизстан      |
| до 87 кг докладніше  | Семен Новіков · Болгарія    | Аліреза Мохмадіпіані · Іран | Жан Беленюк · Україна            |
| до 87 кг докладніше  | Семен Новіков · Болгарія    | Аліреза Мохмадіпіані · Іран | Турпал Бісултанов · Данія        |
| до 97 кг докладніше  | Мохаммед Хаді Сараві · Іран | Артур Алексанян · Вірменія  | Габрієль Росільо · Куба          |
| до 97 кг докладніше  | Мохаммед Хаді Сараві · Іран | Артур Алексанян · Вірменія  | Узур Джузупбеков · Киргизстан    |
| до 130 кг докладніше | Міхайн Лопес · Куба         | Ясмані Акоста · Чилі        | Амін Мірзазаде · Іран            |
| до 130 кг докладніше | Міхайн Лопес · Куба         | Ясмані Акоста · Чилі        | Мен Ліньдже · Китай              |

### Жіноча боротьба
| Подія               | Золото                   | Срібло                           | Бронза                          |
| ------------------- | ------------------------ | -------------------------------- | ------------------------------- |
| до 50 кг докладніше | Сара Гільдебрандт · США  | Юснейліс Гузман · Куба           | Юї Сусакі · Японія              |
| до 50 кг докладніше | Сара Гільдебрандт · США  | Юснейліс Гузман · Куба           | Фен Цзиці · Китай               |
| до 53 кг докладніше | Акарі Фудзінамі · Японія | Луція Єпес · Еквадор             | Чо Хьйо Гйон · КНДР             |
| до 53 кг докладніше | Акарі Фудзінамі · Японія | Луція Єпес · Еквадор             | Пан Цяньюй · Китай              |
| до 57 кг докладніше | Цугумі Сакурай · Японія  | Анастасія Нікіта · Молдова       | Гелен Маруліс · США             |
| до 57 кг докладніше | Цугумі Сакурай · Японія  | Анастасія Нікіта · Молдова       | Хун Кесінь · Китай              |
| до 62 кг докладніше | Сакура Мотокі · Японія   | Ірина Коляденко · Україна        | Айсулуу Тинибекова · Киргизстан |
| до 62 кг докладніше | Сакура Мотокі · Японія   | Ірина Коляденко · Україна        | Грейс Буллен · Норвегія         |
| до 68 кг докладніше | Аміт Елор · США          | Меерім Жуманазарова · Киргизстан | Бусе Тосун · Туреччина          |
| до 68 кг докладніше | Аміт Елор · США          | Меерім Жуманазарова · Киргизстан | Нонока Озакі · Японія           |
| до 76 кг докладніше | Юка Кагамі · Японія      | Кеннеді Блейдс · США             | Мілайміс Марін · Куба           |
| до 76 кг докладніше | Юка Кагамі · Японія      | Кеннеді Блейдс · США             | Тетяна Рентерія · Колумбія      |